# Gerald Brodin
Pour les articles homonymes, voir Brodin.
Gerald Brodin est un acteur américain diplômé de l'université Texas Tech en 1982.

## Filmographie
- 1991 : Stealth Hunters de Matt Trotter : Lt. Wilson
- 1993 : Future Shock d'Eric Parkinson, Matt Reeves et Oley Sassone : Computer Operator
- 1994 : Mission of Mercy de Michael King : Dan Baker
- 1997 : Lovers, Liars and Thieves d'Harold 'Ace' Frazer : Sheriff
- 1997 : Whispers from a Shallow Grave de Ted Newsom : Charles Rathbun
- 1998 : Misfit Patrol d'Anthony Cardoza : Bartowski
- 1998 : Les Proies - La résurrection (en) (Watchers Reborn) de John Carl Buechler : Cop
- 1999 : Eating L.A. de Steven D. Binder : White Supremacist
- 2001 : The Education of a Vampire de Jimmy Williams : Champ
- 2002 : Jumper de Jimmy Williams : Carl
- 2002 : Scandale sur les ondes (Sinful Desires) (vidéo) de David Nicholas : détective Lasky
- 2005 : Perceptions de Randy Vasquez et Dawn Grabowski : Randy Ransom
- 2005 : America 101 de Mark A. Russell : Cowboy Jack
- 2005 : The Naked Monster de Ted Newsom : Dr Fine
- 2005 : Tag de Dale Fabrigar : Cop
- 2005 : J.F. partagerait appartement 2 : The Psycho (Single White Female 2: The Psycho (vidéo) : agent de police
- 2006 : Mystery Woman: At First Sight (TV) : George Rebeta
- 2006 : Come Home de Danny Miller : Father
- 2006 : Candy Stripers de Kate Robbins : Repairman
- 2006 : The Pill de Michelle Goetsch : News Anchor